# Chilabothrus angulifer
El majá de Santa María, boa cubana o boa arbórea cubana (Chilabothrus angulifer) es una boa endémica de Cuba de gran tamaño que lleva el apodo de majá al llamarse así en Cuba a cualquier boa y además el lugar donde habita específicamente esa especie. No se reconocen subespecies.

## Estatus de conservación
Especie clasificada como de NT (Riesgo bajo), pero cerca de  calificar para Vulnerable (VU), en la IUCN Lista Roja de Especies Amenazadas (v2.3, 1994). Año de ajuste: 1996.

## Descripción
Es un animal enorme de hasta 6 m de largo, lo que la hace el bóido más grande de las Antillas. Tiene una cabeza redonda y  un cuerpo largo y grueso, de color marrón con algunas manchas. No es venenosa.

## Alimentación
Al igual que otras boas es una magnífica cazadora. Estrangula a su víctima con sus potentes músculos, típicos. Luego la traga desmontando su mandíbula y sin masticarla. Es digerida luego de mucho tiempo.